# REFIt
REFIt är en verktygslåda för EFI-baserade maskiner som Intel-Macdatorer. Den kan användas för att starta upp flera operativsystem, inklusive trippel-boot uppsättningar Boot Camp. Det ger också ett sätt att arbeta ia EFIiljön före bootning. Namnet "rEFIt" är sannolikt en lek på termerna "refit" och "EFI."